# فرودگاه روروس
فرودگاه روروس (به انگلیسی: Røros Airport) یک فرودگاه غیرنظامی مسافربری با کد یاتا RRS است که یک باند فرود آسفالت دارد و طول باند آن ۱۷۲۰ متر است. این فرودگاه در شهر روروس، کشور نروژ قرار دارد و در ارتفاع ۶۲۶ متری از سطح دریا واقع شده است.

## شرکت‌های هواپیمایی و مقصدهای پروازی
| شرکت‌های هواپیمایی | مقصدهای پروازی |
| ----------------- | -------------- |
| ویدروئه           | گاردرموئن اسلو |